# Fernando Miró Quesada Bahamonde
Fernando Miró-Quesada Bahamonde (Lima, 22 de diciembre de 1921-junio de 2005) fue un médico, militar y político peruano.

## Biografía
Hijo de Alfredo Miró-Quesada Carassa y Rosa Mercedes Bahamonde Polo, hizo sus estudios en los colegios San Agustín y La Inmaculada de Lima.
Ingresó a la Escuela de Oficiales de Aeronáutica el 24 de marzo de 1941, graduándose posteriormente como Alférez de Aviación en la especialidad de pilotaje.
Fue fundador del Servicio Aéreo de Transporte “SATCO”, una de las primeras empresas de bandera nacional, que abrió nuevas rutas e integró a destinos distantes del país.
Ocupó diversas jefaturas de la Fuerza Aérea, culminó su carrera en el grado de Teniente General, pasando a la situación de retiro en 1975.
Sobrevivió a 3 accidentes aéreos, caracterizándose por su prudencia y rápida acción con el maniobrar de sus aviones.
Tuvo 2 hijos, 5 nietas, un nieto y un bisnieto.
Fue presidente de la Asociación de Egresados del Centro de Altos Estudios Militares.

## Ministro de Salud
Fue Ministro de Salud en los gobiernos de Juan Velasco Alvarado y Francisco Morales Bermúdez.